# Beni Mellikeche
Aït Mellikeche (en arabe :بنى مليكش, en berbère : At Mlikec), est une commune de la daïra de Tazmalt, subdivision de la wilaya de Béjaïa en Algérie.

## Situation
Située sur les hauteurs des montagnes du Djurdjura qui surplombe la vallée du Sahel, dans le sud-ouest de la wilaya de Béjaïa faisant frontière avec Tizi Ouzou et Bouira
|                   | Wilaya de Tizi-Ouzou |        |
| Aghbalou (Bouira) | Beni Mellikeche      | Ighram |
|                   | Tazmalt              |        |

## Territoire et population
La commune de At Mlikec (Ath Mellikeche) s'étend environ sur 60 km2 et compte 8 497 habitants. Elle compte une forte communauté émigrée dans les communes limitrophes et dans les grandes villes d'Algérie et à l'étranger, notamment en France, Europe et en Amérique. Elle est limitée par les communes de Tizi Ouzou qui sont: Illilten, Iferhounene, et Akbil par le nord, la commune Tazmalt par le sud, par la wilaya de Bouira avec la commune d'Aghbalou par l'ouest, et la commune d'Ighram par l'est.
- La commune est traversée d'est en ouest par le chemin de wilaya CW7

## Les villages des At Mlikec
La commune est composée de 23 villages :
- Nezla,
- Idamoutene,
- Lemdjaz,
- Tahammamt
- Tiharqatin,
- Ath Ouamar [ Beni Ouamar]
- Iheddadene,
- aguentour " thinenessouine",
- Amarai,
- At Oureqqas,
- Ibejjiwen
- Taghalat,
- Agouni gg-ouroiz
- Tabouda
- Ayacha,
- Ath Fedila
- Tala Tighilt,
- Ighil-Leqrar,
- Lemcella
- Touila,
- Tighbirt,

## Histoire des At Mellikech
Les Mellikech sont selon Ibn Khaldoun, une tribu issue des Sanhadja. Ils occupaient jusqu’au XVe siècle la fertile Mitidja avant d’être chassés de leur terre par les Béni Merrin et les Taaliba desquels ils ont pourtant facilité l’installation, Il est écrit, au sujet de l’installation de cette tribu arabe (les Taaliba (fraction des Dwi Obayd Allah), que ces derniers, alors installés dans Le Titteri, se fixèrent dans la Mitidja, « ayant obtenu la protection des Beni Mellikech, tribu sanhadjienne. » 
Pour des intérêts stratégiques, ils ont cohabité ainsi pacifiquement pour quelque temps : « En 1064 […] Les Taaliba s’avancent dans le Tell jusqu’à la Mitidja […] et s’allient aux Mellikech Sanhadja. » 
Mais pas pour longtemps puisqu'un autre événement vint les déloger de leurs terres.
Entre 1299 et 1307, les Mérinides assiégèrent Tlemcen. Le siège finit à la mort du Mérinide Abou Yakoub par une alliance contractée entre ses héritiers et Abou Ziane, petit-fils de Yaghmoracen, roi Zianide, mort en 1283. « Le frère de ce dernier, Abou Hamou, put alors s’avancer en vainqueur jusqu’à Alger et Dellys. Cette action refoula les Méllikech dans les montagnes et permit aux Makil Taaliba de prendre leur place dans la Mitidja. »
Les Mellikech sont donc arrivés dans le Djurdjura après 1307. Ils prennent alors possession de ces montagnes arides et escarpées qui leur offrent sécurité et paix, temporairement en attendant de reprendre, en vain, leurs terres, vers la fin du XVe siècle et début du XVIe siècle. Les Belkadi du royaume de Koukou et l’Émir Abdelaziz leur refusèrent leur aide. Désespérés, ils ont dû se résigner et se répandre sur une dizaine de villages qui dominent la vallée du Sahel. Et depuis, ils proclamèrent leur autonomie et refusèrent toute tutelle.
Avant l’arrivée des Turcs, ils dépendaient de la Kalaa des At Abbas, royaume kabyle fondé en 1510, dans les Bibans, qui se disputait à la même époque le leadership de la région au Royaume de Koukou, installé près de l’actuel Ain El Hammam, dans le versant nord du Djurdjura, mais sans influence réelle puisqu’ils demeuraient indépendants et hors d’atteinte de tout pouvoir politique ou militaire. Ils ont tour à tour combattu l’autorité turque et celle des Mokrani établis à Bordj Zemoura, près de Bordj Bou Arréridj. Des tribus voisines, à l’instar des At Abbas, des Babors et du Djurdjura, se sont même jointes aux Melliekch pour défendre leur autonomie et la liberté contre ces envahisseurs.
En 1830, les Mellikech sont allés prêter main-forte au Dey pour défendre Alger contre l’invasion française. Beaucoup d’entre eux y laissèrent leur vie.
La région des Beni-Melikeche a payé un fort tribu durant la guerre d'algérie avec pas moins de mille maquisards tombés au combat.

## Culture et patrimoine
Les habitants de Beni Mellikeche ont forgé avec le temps un fort patrimoine culturel et religieux qui se manifeste par des cérémonies festives autour des mausolées des saints de la région , ce qu'on appelle en kabyle: "Sellah". La cérémonie la plus connue de la tribu est celle du saint marabout "Sidi-El-Moufeq" qui se déroule chaque année au village de Ighil- Leqrar. 